# پیریوسف
پیریوسف، روستایی از توابع بخش مرکزی شهرستان اسدآباد با مردمی لرتبار که با زبان لکی سخن میگویند در استان همدان ایران  است.

## جمعیت
این روستا در دهستان پیرسلیمان قرار دارد و براساس سرشماری مرکز آمار ایران در سال ۱۳۹۵، جمعیت آن ۳۷۲ نفر (۱۱۵خانوار) بوده‌است.